# Sokol (mișcare)
Sokol (cuvânt slav care înseamnă „șoim”) este o mișcare sportivă (cu precădere gimnastică) naționalistă cehă fondată în 16 februarie 1862 de Miroslav Tyrš și Jindřich Fügner. Influențată de Grecia antică și de Turnverein din spațiul cultural germanic, această mișcare amesteca activități sportive și culturale cu patriotismul. Ea este indisociabilă de renașterea națională cehă de la sfârșitul secolului al XIX-lea și, în general, de apariția sentimentului național slav. Este strâns legată de fundarea statului cehoslovac și de devenirea lui. Primul președinte cehoslovac Tomáš Garrigue Masaryk a fost, de asemenea, un membru activ al "Sokol".

## Legături externe
- Materiale media legate de Sokol (mișcare) la Wikimedia Commons
- cs  en  Česká obec sokolská – official webpage of the Czech Sokol Community
- sr  Sokolska knjižnica Arhivat în 12 iulie 2016, la Wayback Machine. – Sokol Library (Serbian/Yugoslav) at Project Rastko page
- en  Historical photographs of Sokol by Šechtl and Voseček studios